# Рука напрокат
«Рука напрокат» (англ. The Hired Hand) — американский фильм в жанре вестерн режиссёра Питера Фонды, вышедший на экраны в 1971 году. Одну из главных ролей в нём сыграл сам Фонда, другие актёры — Уоррен Оутс, Верна Блум, Роберт Прэтт. Не получил единодушного одобрения критиков после премьеры, но в начале XXI века его начали причислять к классике.

## Сюжет
Главный герой фильма, ковбой Гарри Коллингс, возвращается на своё ранчо после семилетнего отсутствия. Жена его уже не ждала. Она нанимает мужа в качестве простого наёмного работника, и постепенно отношения между супругами начинают налаживаться. Однако всё меняется из-за столкновения Гарри с бандой, хозяйничающей неподалёку.

## В ролях
- Питер Фонда — Гарри Коллингс
- Уоррен Оутс — Арч Харрис
- Верна Блум — Ханна Коллингс
- Роберт Прэтт — Дэн Гриффен
- Северн Дарден — Маквей
- Энн Доран — миссис Соренсон

## Восприятие
«Рука напрокат» получила в целом смешанные отзывы, причем некоторые критики отвергли фильм как «хиппи-вестерн». Рецензент Variety назвал в числе отличительных черт картины обрывочный сюжет, в значительной степени несимпатичного героя и чрезмерное количество кинематографических трюков, которые делают неразличимыми тонкости сюжета. Time описал фильм как «бессмысленный, практически бессюжетный, почти неподвижный». В то же время Роджер Гринспен из The New York Times похвалил «Руку напрокат» как простой, но довольно амбициозный фильм с довольно сложной техникой и местами мистическим смыслом.
С коммерческой точки зрения фильм оказался провальным. В 1973 году он был продан NBC-TV для телевизионного показа и вскоре после этого был забыт. В 2001 году картину полностью восстановили и показали на ряде фестивалей, где она вызвала восторженный отклик критиков. В начале XXI века «Рука напрокат» считается частью киноклассики. Билл Кауфман назвал её «прекрасной медитацией о дружбе и ответственности, одним из наименее известных великих фильмов этой богатейшей из всех кинематографических эпох — начала 1970-х годов». Фил Харди назвал картину «превосходным воплощением суровости и сущностной бесцельности пограничной жизни». Существует и мнение, что фильм переоценен.